# Anthony Mwamba
Anthony Mwamba (* 8. August 1960; † 21. Januar 2021 in Lusaka) war ein sambischer Boxer.

## Biografie
Anthony Mwamba nahm an den Olympischen Sommerspielen 1988 in Seoul teil. Im Halbweltergewichtsturnier schied er im Viertelfinale gegen den späteren Olympiasieger Wjatscheslaw Janowski aus. Zwei Jahre später konnte er bei den Commonwealth Games in Auckland die Bronzemedaille im Weltergewicht gewinnen.